# 名古屋市立玉川小学校
名古屋市立玉川小学校（なごやしりつ たまがわしょうがっこう）は、愛知県名古屋市中川区玉川町2-1にある市立小学校。

## 沿革
- 1977年（昭和52年） - 名古屋市立昭和橋小学校分校独立準備委員会設置。校名選定「玉川小学校」。
- 1978年（昭和53年） - 校章決定。名古屋市立玉川小学校 開校。障害児学級「わかば」設置。開校記念式典。
- 1979年（昭和54年） - 第1回玉川学区運動会開催。
- 1980年（昭和55年） - 名古屋市ソフトボール指導会3位。
- 1981年（昭和56年） - 図書室・視聴覚室等改築工事。
- 1982年（昭和57年） - 5周年記念運動会。校歌「玉川の子」制定。
- 1983年（昭和58年） - 学校図書館奨励賞受賞。
- 1984年（昭和59年） - 運動会用優勝旗購入。
- 1985年（昭和60年） - 体力づくり実践校。
- 1986年（昭和61年） - 大気汚染防止工事第1期。
- 1987年（昭和62年） - 10周年記念運動会。10周年記念式典。
- 1989年（平成元年） - 中川区水泳指導会 女子優勝（総合3位）。
- 1990年（平成2年） - 中川区水泳大会女子第3位。
- 1991年（平成3年） - 東門付近景観工事（観察池・築山）。観察池新設及び飼育小屋改築工事。
- 1992年（平成4年） - 管理棟冷暖房工事。
- 1993年（平成5年） - 社会福祉協力校。万代塀改築工事。
- 1994年（平成6年） - 社会福祉協力校。
- 1995年（平成7年） - 体育館・プール大規模改修工事。コンピュータ（20台）搬入。
- 1996年（平成8年） - バックネット新設。
- 1997年（平成9年） - 20周年記念運動会。20周年記念式典。20周年記念展覧会。
- 1998年（平成10年） - 同和教育研究推進校。
- 1999年（平成11年） - 渡り廊下補修工事。
- 2000年（平成12年） - コンピュータ（20台）更新。
- 2001年（平成13年） - インターホン設置工事。
- 2002年（平成14年） - 無線LAN設置工事。
- 2003年（平成15年） - 障害児学級「わかば2組」新設。東門・正門等防犯カメラ設置工事。
- 2004年（平成16年） - 体育館耐震工事。愛知県交通安全功労表彰。
- 2005年（平成17年） - 交通安全全国運動中央大会優良校表彰。コンピュータ（20台）更新。
- 2006年（平成18年） - 北校舎耐震・トワイライト開設改修工事。
- 2007年（平成19年） - 30周年記念運動会。トワイライトスクール開設。観察池改修工事。30周年記念展覧会。30周年記念式典。
- 2010年（平成22年） - 環境配慮型大規模改修工事。
- 2020年（令和2年） - 新型コロナウイルスの影響により一斉休校
- 2021年（令和3年） - 学習用タブレットPCを導入

## 通学区域
- 名古屋市中川区[1]
  - 熱田新田東組
  - 十番町
  - 十一番町
  - 外新町
  - 玉川町
  - 八剱町
  - 福川町

## 進学先中学校
- 名古屋市立昭和橋中学校

## 学校教育目標
- 仲良く、元気な玉川っ子

## 児童像
- 自ら考え、行い、豊かな創造力をもつ児童
- 心身ともにたくましく、自然や人間を愛し、美しい心をもつ児童
- すすんで運動に親しみ、元気な学校生活を送る児童

## 交通アクセス
- 名古屋市営バス 名駅19「昭和橋」下車 徒歩3分
- 名古屋市営市バス 幹神宮2「十一番町」下車 徒歩5分
- 名古屋市営地下鉄名港線「六番町駅」下車 西へ徒歩15分